# Gines
Gines és una localitat de la província de Sevilla, Andalusia, Espanya. L'any 2005 tenia 12.177 habitants. La seva extensió superficial és de 3 km² i té una densitat de 4.059,0 hab/km². Les seves coordenades geogràfiques són 37° 23′ N, 6° 04′ O. Està situada a una altitud de 123 metres i a 8 kilòmetres de la capital de la província, Sevilla.

## Demografia
| 1996  | 1998  | 1999  | 2000  | 2001   | 2002   | 2003   | 2004   | 2005   | 2006   |
| ----- | ----- | ----- | ----- | ------ | ------ | ------ | ------ | ------ | ------ |
| 8.634 | 9.025 | 9.303 | 9.895 | 10.292 | 10.717 | 11.430 | 11.756 | 12.177 | 12.338 |